# ソードブレイカー

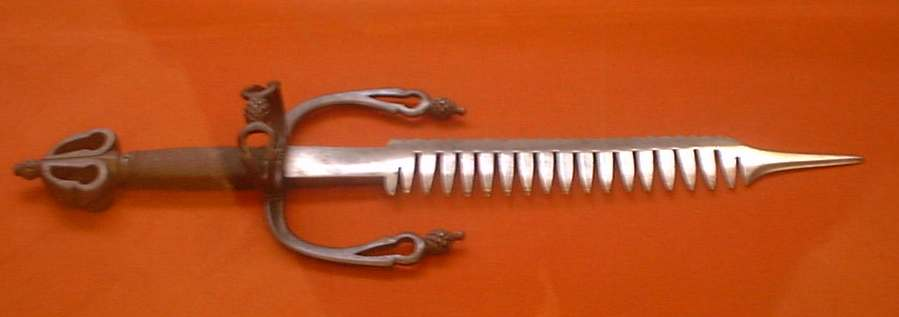
イギリス・ロンドンのヴィクトリア&アルバート博物館所蔵 全長は40cm弱

ソードブレイカー（英語：Sword Breaker）は、武器（刀剣）の一種で普通の刃と櫛状の峰をもつ短剣。
敵の剣（レイピアやサーベルなどの、比較的細身のもの）を峰の凹凸にかませて、(折るのではなく)その動きを制限することを主眼としている武器であったが、当時の技術では作成が困難であり、通常の短剣よりも重たかったため、短剣の軽快さという利点を損なっていた。
名前の由来は剣を折ることからといわれ、扱いは十手や琉球の古武術の武具にある釵に近いが、より積極的に武器を破壊することが可能であり、相手を突くために先端は尖っている。しかし、利き手と反対側の手に装備して使用することから、力が入りにくく、剣を破壊するのは困難であった。マンゴーシュと同様に盾の代わりに発展した。
16-17世紀にイタリアとドイツで使用された（ドイツ語：Degenbrecher、Degenはフェンシングのエペやサーベルなど小剣の意）。 20世紀初頭の文献では、fränkischer Haken とも呼ばれた。

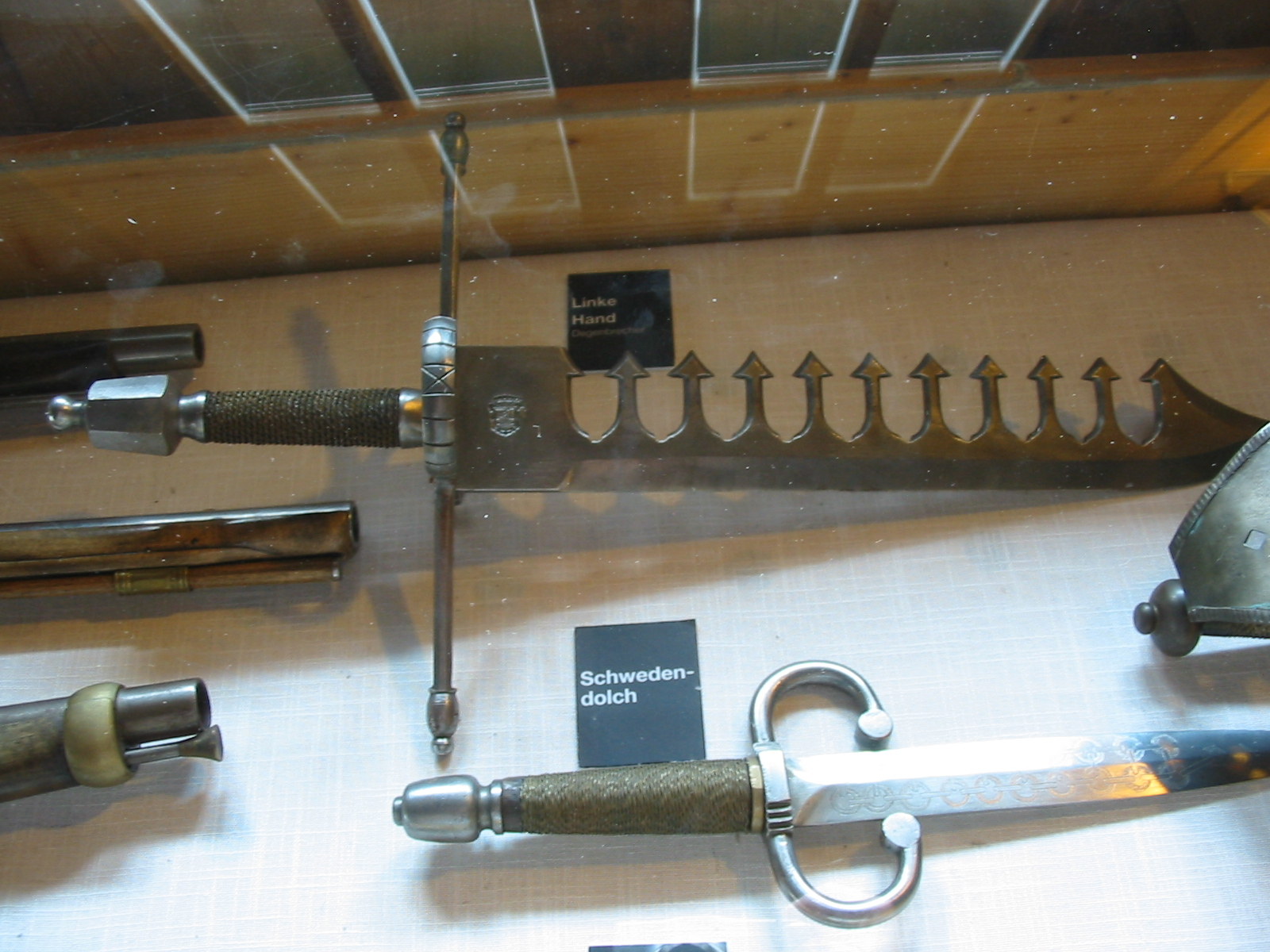
オーストリアのウルマーフェルト城（ドイツ語版）にある展示品
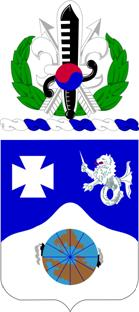
アメリカ合衆国陸軍第23歩兵連隊の紋章